# Flatslide-carburateur
Een flatslide-carburateur is een vlakke-schuifcarburateur.
Dit is een carburateur waarin een vlakke schuif de ronde zuiger in de carburateur vervangt, omdat diens boring (de cilinder waarin hij beweegt) de gasstromen verstoort.